# Hedana valida
Hedana valida là một loài nhện trong họ Thomisidae.
Loài này thuộc chi Hedana. Hedana valida được Ludwig Carl Christian Koch miêu tả năm 1875.